# Fabian Johnson
Fabian Johnson (Monaco di Baviera, 11 dicembre 1987) è un ex calciatore tedesco naturalizzato statunitense, difensore o centrocampista.

## Biografia
È nato a Monaco di Baviera, da padre afro-americano (ex giocatore di basket) e madre tedesca. Nel 1991, all'età di 4 anni, ha iniziato a giocare a calcio nella squadra locale dello Sportfreunde Munchen.

## Carriera

### Nazionale
Inizia la trafila nelle nazionali giovanili tedesche, ma in seguito compie la scelta di essere selezionabile per la nazionale statunitense.
Nel 2016 viene convocato per la Copa América Centenario negli Stati Uniti, in cui gli USA terminano il loro cammino in semifinale (sconfitta per 0-4 contro l'Argentina). Johnson gioca tutte le partite da titolare da terzino sinistro, tranne una in cui gioca terzino destro per sostituire lo squalificato DeAndre Yedlin.

## Statistiche

### Presenze e reti nei club
Statistiche aggiornate al 30 giugno 2023.
| Stagione                   | Squadra                    | Campionato                 | Campionato | Campionato | Coppe nazionali | Coppe nazionali | Coppe nazionali | Coppe continentali | Coppe continentali | Coppe continentali | Altre coppe | Altre coppe | Altre coppe | Totale | Totale |
| Stagione                   | Squadra                    | Comp                       | Pres       | Reti       | Comp            | Pres            | Reti            | Comp               | Pres               | Reti               | Comp        | Pres        | Reti        | Pres   | Reti   |
| -------------------------- | -------------------------- | -------------------------- | ---------- | ---------- | --------------- | --------------- | --------------- | ------------------ | ------------------ | ------------------ | ----------- | ----------- | ----------- | ------ | ------ |
| 2005-2006                  | Monaco 1860                | 2BL                        | 4          | 0          | CG              | 0               | 0               | -                  | -                  | -                  | -           | -           | -           | 4      | 0      |
| 2006-2007                  | Monaco 1860                | 2BL                        | 25         | 0          | CG              | 1               | 0               | -                  | -                  | -                  | -           | -           | -           | 26     | 0      |
| 2007-2008                  | Monaco 1860                | 2BL                        | 28         | 2          | CG              | 3               | 1               | -                  | -                  | -                  | -           | -           | -           | 31     | 3      |
| 2008-2009                  | Monaco 1860                | 2BL                        | 33         | 2          | CG              | 3               | 0               | -                  | -                  | -                  | -           | -           | -           | 36     | 2      |
| Totale Monaco 1860         | Totale Monaco 1860         | Totale Monaco 1860         | 90         | 4          |                 | 7               | 1               |                    | -                  | -                  |             | -           | -           | 97     | 5      |
| 2009-2010                  | Wolfsburg                  | BL                         | 10         | 1          | CG              | 0               | 0               | UCL+UEL            | 0+1                | 0+0                | -           | -           | -           | 11     | 1      |
| 2010-2011                  | Wolfsburg                  | BL                         | 6          | 0          | CG              | 1               | 0               | -                  | -                  | -                  | -           | -           | -           | 7      | 0      |
| Totale Wolfsburg           | Totale Wolfsburg           | Totale Wolfsburg           | 16         | 1          |                 | 1               | 0               |                    | 1                  | 0                  |             | -           | -           | 18     | 1      |
| 2011-2012                  | Hoffenheim                 | BL                         | 29         | 2          | CG              | 4               | 1               | -                  | -                  | -                  | -           | -           | -           | 33     | 3      |
| 2012-2013                  | Hoffenheim                 | BL                         | 31+2       | 3          | CG              | 0               | 0               | -                  | -                  | -                  | -           | -           | -           | 33     | 3      |
| 2013-2014                  | Hoffenheim                 | BL                         | 27         | 0          | CG              | 1               | 0               | -                  | -                  | -                  | -           | -           | -           | 28     | 0      |
| Totale Hoffenheim          | Totale Hoffenheim          | Totale Hoffenheim          | 87+2       | 5          |                 | 5               | 1               |                    | -                  | -                  |             | -           | -           | 94     | 6      |
| 2014-2015                  | Borussia M'gladbach        | BL                         | 24         | 1          | CG              | 3               | 0               | UEL                | 7                  | 0                  | -           | -           | -           | 34     | 1      |
| 2015-2016                  | Borussia M'gladbach        | BL                         | 26         | 6          | CG              | 3               | 0               | UCL                | 5                  | 2                  | -           | -           | -           | 34     | 8      |
| 2016-2017                  | Borussia M'gladbach        | BL                         | 21         | 3          | CG              | 3               | 1               | UCL+UEL            | 7+4                | 0+0                | -           | -           | -           | 35     | 4      |
| 2017-2018                  | Borussia M'gladbach        | BL                         | 10         | 1          | CG              | 2               | 0               | -                  | -                  | -                  | -           | -           | -           | 12     | 1      |
| 2018-2019                  | Borussia M'gladbach        | BL                         | 18         | 1          | CG              | 0               | 0               | -                  | -                  | -                  | -           | -           | -           | 18     | 1      |
| 2019-2020                  | Borussia M'gladbach        | BL                         | 6          | 0          | CG              | 1               | 0               | -                  | -                  | -                  | -           | -           | -           | 7      | 0      |
| Totale Borussia M'gladbach | Totale Borussia M'gladbach | Totale Borussia M'gladbach | 105        | 12         |                 | 12              | 1               |                    | 23                 | 2                  |             | -           | -           | 140    | 15     |
| Totale carriera            | Totale carriera            | Totale carriera            | 300        | 22         |                 | 25              | 3               |                    | 24                 | 2                  |             | -           | -           | 349    | 27     |

## Palmarès
- Campionato europeo di calcio Under-21: 1

Svezia 2009